# Gert Rabanus
Gerhard „Gert“ Rabanus (* 25. April 1923 in Uerdingen; † 4. Januar 2024 in München) war ein deutscher Synchronregisseur und Dialogbuchautor.

## Leben
Nach dem Einsatz im Zweiten Weltkrieg und Kriegsgefangenschaft studierte Gert Rabanus Germanistik und Musikwissenschaft in Göttingen und Bern.) An der Philosophischen Fakultät der Georg-August-Universität Göttingen wurde er 1957 mit der Dissertation Zu Goethes Rezensionen in der Jenaischen Allgemeinen Literatur-Zeitung zum Doktor der Philosophie (Dr. phil.) promoviert.
Anschließend übte er unterschiedliche Tätigkeiten in Verlagen, beim Film und für das Fernsehen aus. So war er Bevollmächtigter der von Leo Kirch gegründeten Firma Beta. Seit 1964 war er überwiegend in der Filmsynchronbranche tätig. Gert Rabanus gründete 1973 in München die Firma Lingua Film GmbH. Sein Sohn Benedikt Rabanus, ebenfalls als Synchronautor und -regisseur tätig, übernahm in den 1980er Jahren die Leitung des Unternehmens. Seit 2006 war die Firma allerdings aus betriebswirtschaftlichen Gründen nicht mehr aktiv und existierte nur noch auf dem Papier, um 2015 erfolgte die Liquidation.
Im Laufe seiner Synchrontätigkeit wirkte Gert Rabanus an mehr als 500 Produktionen mit. So zeichnete er für die deutschen Fassungen zahlreicher Charlie-Chan-Filme verantwortlich, ebenso für mehrere Folgen der beliebten Fernsehserie Columbo. Rabanus führte aber auch Dialogregie bei Filmklassikern wie Stolz und Vorurteil. Zu seinen größten Herausforderungen gehörte die zwischen 1978 und 1985 entstandene 33-teilige Fernsehadaption der British Broadcasting Corporation von Stücken William Shakespeares (BBC Television Shakespeare). In Anerkennung seiner „besonderen Leistungen im Synchronschaffen“ erhielt er beim Deutschen Preis für Synchron 2010 den Ehrenpreis der Jury für „herausragendes Gesamtschaffen“.
Abseits seiner Synchrontätigkeit gab Rabanus 2003 zusammen mit Gesa Anssar und Helmut Kreuzer das Kaiser-Verzeichnis heraus, das sämtliche Bücher, Aufsätze, Essays, Vorträge, Rezensionen und Vorworte sowie alle Rundfunk- und Fernsehsendungen von Joachim Kaiser auflistet.
Gert Rabanus wurde an seinem Wohnort München aus Anlass seines 100. Geburtstags mit der Ehrenmitgliedschaft des Synchronverbands geehrt.
Am 4. Januar 2024 starb er in München.

## Synchronarbeiten (Auswahl)
– Angaben nach Synchronjahr, soweit möglich; (L) kennzeichnet eine Synchronisation der Lingua Film –
- 1971: Das Geheimnis des Luca (Il Segreto di Luca) – Dialogbuch und Dialogregie
- 1971: Ich küsse Ihre Hand, Madame (The Emperor Waltz) – Dialogregie
- 1975: Columbo: Ein Denkmal für die Ewigkeit (Blueprint for Murder) – Dialogregie (L)
- 1975: Columbo: Mord mit der linken Hand (Death Lends a Hand) – Dialogregie (L)
- 1975: Columbo: Tödliche Trennung (Murder by the Book) – Dialogregie (L)
- 1975: Columbo: Schritte aus dem Schatten (Lady in Waiting) – Dialogregie (L)
- 1975: Columbo: Mord in Pastell (Suitable for Framing) – Dialogregie (L)
- 1975: Columbo: Zigarren für den Chef (Short Fuse) – Dialogregie (L)
- 1976: Ein kalter Tag im Park (That Cold Day in the Park) – Dialogbuch und Dialogregie
- 1976: Ich, Claudius, Kaiser und Gott (I, Claudius) – Dialogregie
- 1977: Charlie Chan in Ägypten (Charlie Chan in Egypt) – Dialogregie (L)
- 1977: Charlie Chan in der Oper (Charlie Chan at the Opera) – Dialogregie (L)
- 1977: Charlie Chan in London (Charlie Chan in London) – Dialogregie (L)
- 1977: Charlie Chan in Shanghai (Charlie Chan in Shanghai) – Dialogregie (L)
- 1977: Charlie Chan im Zirkus (Charlie Chan at the Circus) – Dialogregie (L)
- 1978: Charlie Chan auf Kreuzfahrt (Charlie Chan's Murder Cruise) – Dialogregie (L)
- 1978: Charlie Chan auf der Schatzinsel (Charlie Chan at Treasure Island) – Dialogregie (L)
- 1978: Charlie Chan: Gefährliches Geld (Dangerous Money) – Dialogregie (L)
- 1978: Charlie Chans Geheimnis (Charlie Chan's Secret) – Dialogregie (L)
- 1978: Charlie Chan: Die Falle (The Trap '46) – Dialogregie (L)
- 1978: Charlie Chan bei den Olympischen Spielen (Charlie Chan at the Olympics) – Dialogregie (L)
- 1978: Charlie Chan im Wachsfigurenkabinett (Charlie Chan at the Wax Museum) – Dialogregie (L)
- 1979: Stolz und Vorurteil (Pride and Prejudice) – Dialogregie (L)
- 1994: Der Postmann (Il Postino) – Dialogregie (L)
- 1994–1997: Hospital der Geister (Riget) – Dialogregie (L)
- 1998: Kalmans Geheimnis (Left Luggage) – Dialogregie (L)
- 1999: Frauen unter sich (Agnes Browne) – Dialogregie (L)
- 2002: Frida (Frida) – Dialogregie (L)
- 2004: Wenn Träume fliegen lernen (Finding Neverland) – Dialogregie